# Flexamia satilla
Flexamia satilla är en insektsart som beskrevs av Hamilton och Ross 1975. Flexamia satilla ingår i släktet Flexamia och familjen dvärgstritar. Inga underarter finns listade i Catalogue of Life.